# كولن شامبرز
كولن شامبرز (بالإنجليزية: Colin Chambers) هو سباح نيوزلندي، ولد في 14 يوليو 1923، وتوفي في 7 ديسمبر 2005.